# Maria & José
Maria & José är en bilderbok för vuxna skriven av den norske författaren Erlend Loe, illustrerad av multikonstnären Kim Hiorthøy. Boken är en variant på myten om jungfru Maria och den obefläckade avlelsen.

## Handling
Bokens Maria har, utan att hon själv vet om det, en liten man vid namn José som bor i hennes öra. José älskar Maria innerligt och rensar, putsar och tar hand om henne. En dag ger han sig in i hennes kropp för att bekämpa en sjukdom som håller på att drabba henne, och driven av en obetvinglig lust befruktar han ett av hennes ägg. Maria har aldrig varit tillsammans med någon man och blir förvånad när hon får veta att hon är gravid. Nio månader senare föder hon en dotter.